# Nimbus Hills
Die Nimbus Hills sind eine etwa 14 Seemeilen (ca. 26 Kilometer) lange, zerfurchte Kette von Hügeln und Gipfeln in der westantarktischen Heritage Range. Sie bilden den südöstlichen Teil der Pioneer Heights. Einer der Gipfel der Kette ist der 1810 m  hohe Mount Capley.
Nördlich der Nimbus Hills fließt der Flanagan-Gletscher. Im Süden der Kette liegen die Samuel-Nunatakker, im Südosten die Buchanan Hills. Von den Ausläufern des Mount Capley führt die Donald Ridge in Richtung Süden.
Die Nimbus Hills wurden vom United States Geological Survey im Rahmen der Erfassung des Ellsworthgebirges in den Jahren 1961–66 durch Vermessungen vor Ort und Luftaufnahmen der United States Navy kartografiert. Das Advisory Committee on Antarctic Names benannte sie nach dem NASA-Wettersatelliten Nimbus 1 des Nimbus-Programms, mit dem am 13. September 1964 aus einer Höhe von etwa 800 Kilometern Aufnahmen der Antarktis (einschließlich des Ellsworthgebirges) gemacht wurden.